# División de Honor 1984-1985 (hockey su pista)
La División de Honor 1984-1985 è stata la 16ª edizione del torneo di primo livello del campionato spagnolo di hockey su pista. La competizione è iniziata il 7 ottobre 1984 e si è conclusa il 14 aprile 1985. Il torneo è stato vinto dal Barcellona per la nona volta nella sua storia.

## Stagione

### Novità
A prendere il testimone del Molins, del Dominicos, del Reus Ploms, del Vilanova e del Sentmenat retrocesse dopo la stagione regolare in Primera Division vi furono, vincendo la fase finale del campionato cadetto, l'Alcobendas, l'Igualada e il Ripoll.

### Formula
La División de Honor 1984-1985 vide ai nastri di partenza quattordici club; la manifestazione fu organizzata con un girone all'italiana, con gare di andata e ritorno per un totale di 26 giornate: erano assegnati 2 punti per l'incontro vinto e un punto a testa per l'incontro pareggiato, mentre non ne era attribuito alcuno per la sconfitta. Al termine del campionato la squadra prima classificata venne proclamata campione di Spagna mentre le ultime due retrocedettero direttamente in Primera Division, il secondo livello del campionato.

## Squadre partecipanti
| Club            | Stagione | Città                    | Stadio                      | Stagione precedente            |
| --------------- | -------- | ------------------------ | --------------------------- | ------------------------------ |
| Alcobendas      |          | Alcobendas               |                             | In Primera Division, promosso  |
| Barcellona      | dettagli | Barcellona               | Palau Blaugrana             | 1º posto in División de Honor  |
| Cerdanyola      | dettagli | Cerdanyola del Vallès    |                             | 6º posto in División de Honor  |
| Cibeles         | dettagli | Oviedo                   |                             | 9º posto in División de Honor  |
| Igualada        | dettagli | Igualada                 |                             | In Primera Division, promosso  |
| Liceo La Coruña | dettagli | La Coruña                | Pazo dos Deportes de Riazor | 3º posto in División de Honor  |
| Mollet          |          | Mollet del Vallès        |                             | 7º posto in División de Honor  |
| Noia            | dettagli | Sant Sadurní d'Anoia     |                             | 8º posto in División de Honor  |
| Piera           |          | Piera                    |                             | 11º posto in División de Honor |
| Reus Deportiu   | dettagli | Reus                     |                             | 4º posto in División de Honor  |
| Ripoll          |          | Ripoll                   |                             | In Primera Division, promosso  |
| Tordera         | dettagli | Tordera                  |                             | 2º posto in División de Honor  |
| Vic             | dettagli | Vic                      |                             | 10º posto in División de Honor |
| Voltregà        | dettagli | Sant Hipòlit de Voltregà |                             | 5º posto in División de Honor  |

## Classifica finale
|                   | Pos. | Squadra         | Pt | G  | V  | N | P  | GF  | GS  | DR   |
| ----------------- | ---- | --------------- | -- | -- | -- | - | -- | --- | --- | ---- |
| Spagna (bandiera) | 1.   | Barcellona      | 46 | 26 | 22 | 2 | 2  | 156 | 48  | +108 |
| [ 1 ]             | 2.   | Liceo La Coruña | 44 | 26 | 21 | 2 | 3  | 154 | 58  | +96  |
| [ 2 ]             | 3.   | Noia            | 37 | 26 | 18 | 1 | 7  | 130 | 83  | +47  |
|                   | 4.   | Cibeles         | 31 | 26 | 13 | 1 | 8  | 130 | 119 | +11  |
|                   | 5.   | Tordera         | 29 | 26 | 14 | 1 | 11 | 97  | 82  | +15  |
|                   | 6.   | Cerdanyola      | 28 | 26 | 13 | 2 | 11 | 87  | 87  | 0    |
|                   | 7.   | Voltregà        | 28 | 26 | 12 | 4 | 10 | 103 | 102 | +1   |
|                   | 8.   | Piera           | 28 | 26 | 13 | 2 | 11 | 90  | 95  | -5   |
|                   | 9.   | Alcobendas      | 19 | 26 | 8  | 3 | 15 | 64  | 121 | -57  |
|                   | 10.  | Reus Deportiu   | 17 | 26 | 7  | 3 | 16 | 101 | 132 | -31  |
|                   | 11.  | Igualada        | 17 | 26 | 7  | 3 | 16 | 63  | 83  | -20  |
|                   | 12.  | Mollet          | 16 | 26 | 8  | 0 | 18 | 73  | 106 | -33  |
|                   | 13.  | Ripoll          | 12 | 26 | 5  | 2 | 19 | 74  | 145 | -71  |
|                   | 14.  | Vic             | 12 | 26 | 4  | 4 | 18 | 63  | 125 | -62  |

Legenda:
  Vincitore della Coppa del Re 1985.
      Campione di Spagna e ammessa alla Coppa dei Campioni 1985-1986.
      Eventuali squadre ammesse alla Coppa dei Campioni 1985-1986.
      Ammessa alla Coppa delle Coppe 1985-1986.
      Ammessa alla Coppa CERS 1985-1986.
      Retrocesse in Primera Division 1985-1986.
Note:
Due punti a vittoria, uno a pareggio, zero a sconfitta.